# بلاد الغال
الغال (بالفرنسية: Gaule)، (باللاتينية:  gallia )هو الاسم الذي أطلقه الرومان على المنطقة التي يسكنها «الغاليون» وهم شعوب قلطية. تلك المنطقة من أوروبا الغربية التي وصفها الرومان لأول مرةٍ، والتي كانت تسكنها قبائل قلطيّة وأقطانية، وتمتد على مساحة فرنسا، وبلجيكا، ولوكسمبورغ، ومعظم سويسرا، وأجزاءٍ من شمال إيطاليا، وألمانيا وهولندا ولا سيما غربيَّ الضفة اليسرى لنهر الراين وجنوبيَّها، وقد غطت قرابة مساحة 494,000 كم2 (ما يعادل 191,000 ميل2). تكلم الغاليون -قاطنو هذا الإقليم الشاسع- أشكالاً من القلطية، وهي مجموعة لغوية تفرعت منها اللغتان الأيرلندية والولزية المعاصرتان. كان زعماؤهم الدينيون قساوسة يدعون درويديين. وكان لهم تأثير كبير في السياسة. أطلق الرومان على بعض الغاليين لقب «ذوي الشعر الطويل» لأنهم لم يكونوا يحلقون رؤوسهم أو لِحاهم.

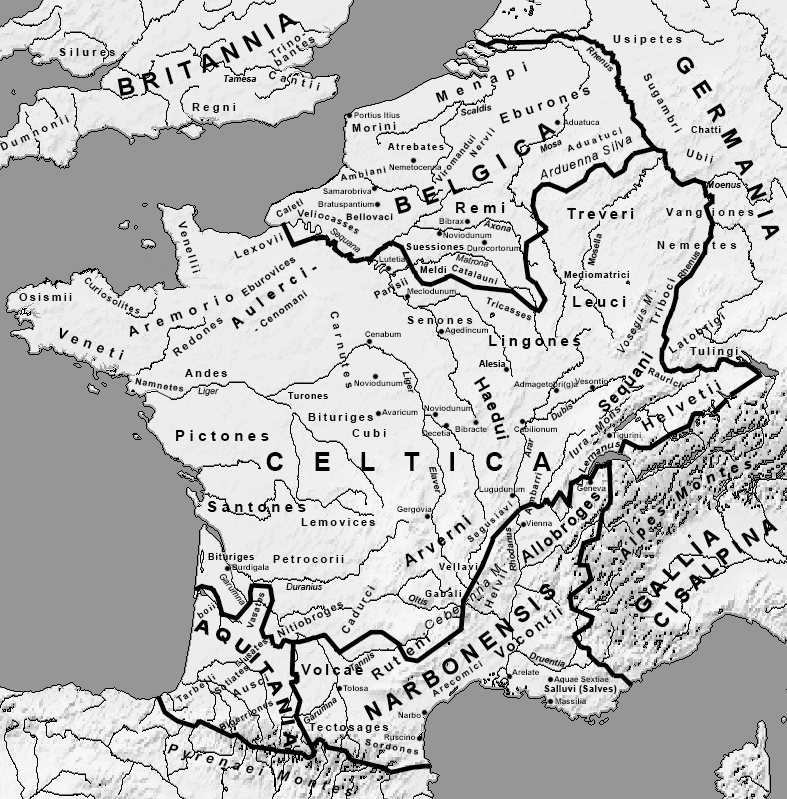
بلاد الغال عشية الحروب الغالية. تقسم الإثنوغرافيا الرومانية بلاد الغال إلى خمسة أجزاءٍ: "غاليا بلجيكا" Gallia Belgica، و"غاليا سِلتيكا" Gallia Celtica (تتوافق إلى حدٍّ كبيرٍ مع المقاطعة اللاحقة "غاليا لوغدونِنسيس" "Gallia Lugdunensis")، و"غاليا سيسالبينا" Gallia Cisalpina، و"غاليا ناربونِنسيس" Gallia Narbonensis [ساحل مقاطعة بروفانس وشمال غرب إيطاليا حالياً]، و«غاليا أكويتانيا» Gallia Aquitania.

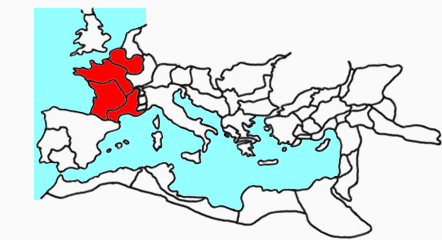
بلاد الغال في الإمبراطورية الرومانية.

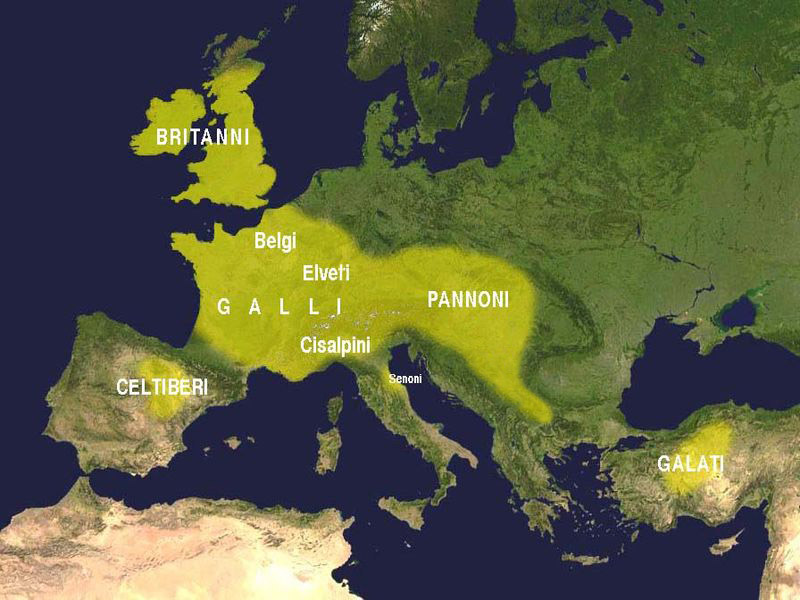
انتشار القبائل القلطية خلال القرن الثالث قبل الميلاد.

في العام 390 ق.م عبرت قبائل الغال جبال الألب واكتسحتها إلى إيطاليا، ونهبت روما وأحرقتها. انسحب الغاليّون من روما، ولكنهم توطنوا في الجزء الشمالي من شبه جزيرة إيطاليا. أضحى الإقليم الواقع جنوب جبال الألب معروفاً عند الرومان باسم «غاليا سيسالبينا» أو «جانب جبال الألب الغالي»، بينما أطلقوا على إقليم شمال جبال الألب اسم «غاليا ترانسالبينا» أو «ما وراء جبال الألب الغالي». وفي القرن الثالث ق.م وصلت القبائل الغاليّة في اجتياحها إلى ثريس (تراقيا)، ومقدونيا في شرقي أوروبا، وأخيراً آسيا الصغرى.
بحسب علم الأثار كان الغاليون يحملون ثقافة لا تين "La Tène" التي غطت جميع أنحاء بلاد الغال، وامتدت كذلك شرقاً إلى «راتِيا» Raetia و«نوريكوم» Noricum، و«بانونيا» Pannonia، وجنوب غرب جرمانيا ما بين القرنين الخامس والأول قبل الميلاد. كان الغاليّون رجال حربٍ، لكنهم لم يكونوا أنداداً للرومان المدربين تدريباً عالياً في ذلك الوقت. هزم الرومان الغاليين في شمالي إيطاليا في القرن الثالث قبل الميلاد، وأخضعوهم ضمن رعايا روما. ثم بدأت الغارات الرومانية تتوالى على «غاليا سيسالبينا»، ونجح الرومان خلال القرن الثاني قبل الميلاد في السيطرة على الشريط الساحلي الغالي المطل على البحر الأبيض المتوسط. والذي يُسمى الآن إقليم بروفنس. خلال القرنين الثاني والأول قبل الميلاد سقط معظم بلاد الغال تحت الحكم الروماني، فقد جرى غزو «غاليا سيسالبينا» في العام 203 ق. م، و«غاليا ناربونينسيس» في العام 123 ق.م. غُزيت بلاد الغال بعد 120 ق.م من قبل «الكيمبريين» Cimbri، و«التيوتون» Teutons والذين هزمهم الرومان بدورهم في حدود العام 103 ق.م. أخيراً أخضع يوليوس قيصر الأجزاء المتبقية من بلاد الغال في حملاته [الغالية] ما بين العامين 58 و51 ق. م، والتي أتمت فيها روما بسط سيادتها لأول مرةٍ على بلاد الغال بأسرها. وفقاً لـيوليوس قيصر جرى تقسيم بلاد الغال إلى ثلاثة أجزاءٍ؛ «غاليا سيلتيكا»، و«بلجيكا»، و«أكويتانيا».
قسّم الإمبراطور أوغسطس بلاد الغال إلى أَربع مناطقَ لتسهيل إدارتها، واستمر هذا التقسيم أربعة قرونٍ. وقد عانت بلاد الغال فيما بعد من الحروب الأهلية والغارات الهمجية. كان الفرنجة أو الفرنكيون على رأس المغيرين في نهاية القرن الخامس الميلادي. ومذ ذاك التاريخ سُمِّيت معظم بلاد الغال فرنسا على اسم الفرنجة.
دامت السيطرة الرومانية على بلاد الغال خمسة قرونٍ حتى سقطت آخر دولةٍ رديفٍ رومانيةٍ وهي «نطاق سواسون» في يد «الفرنجة» في العام 486 م، وفي حين فقد الغاليون القِلْط هوياتهم الأصلية ولغتهم خلال العصور القديمة المتأخرة، وأصبحوا مندمجين في ثقافةٍ غالو-رومانيةٍ، فقد بقيت «غاليا» الاسم التقليدي للمنطقة طيلة العصور الوسطى المبكرة إلى أنِ اكتسبت هويةً جديدةً باسم مملكة كابيتيان في فرنسا في فترة العصور الوسطى المتأخرة. تبقى غاليا Gallia اسماً علماً لفرنسا في اليونانية الحديثة (Γαλλία)، واللاتينية الحديثة (إلى جانب البدائل الأخرى «فرانسيا» Francia، و«فرانكوغاليا» Francogallia).

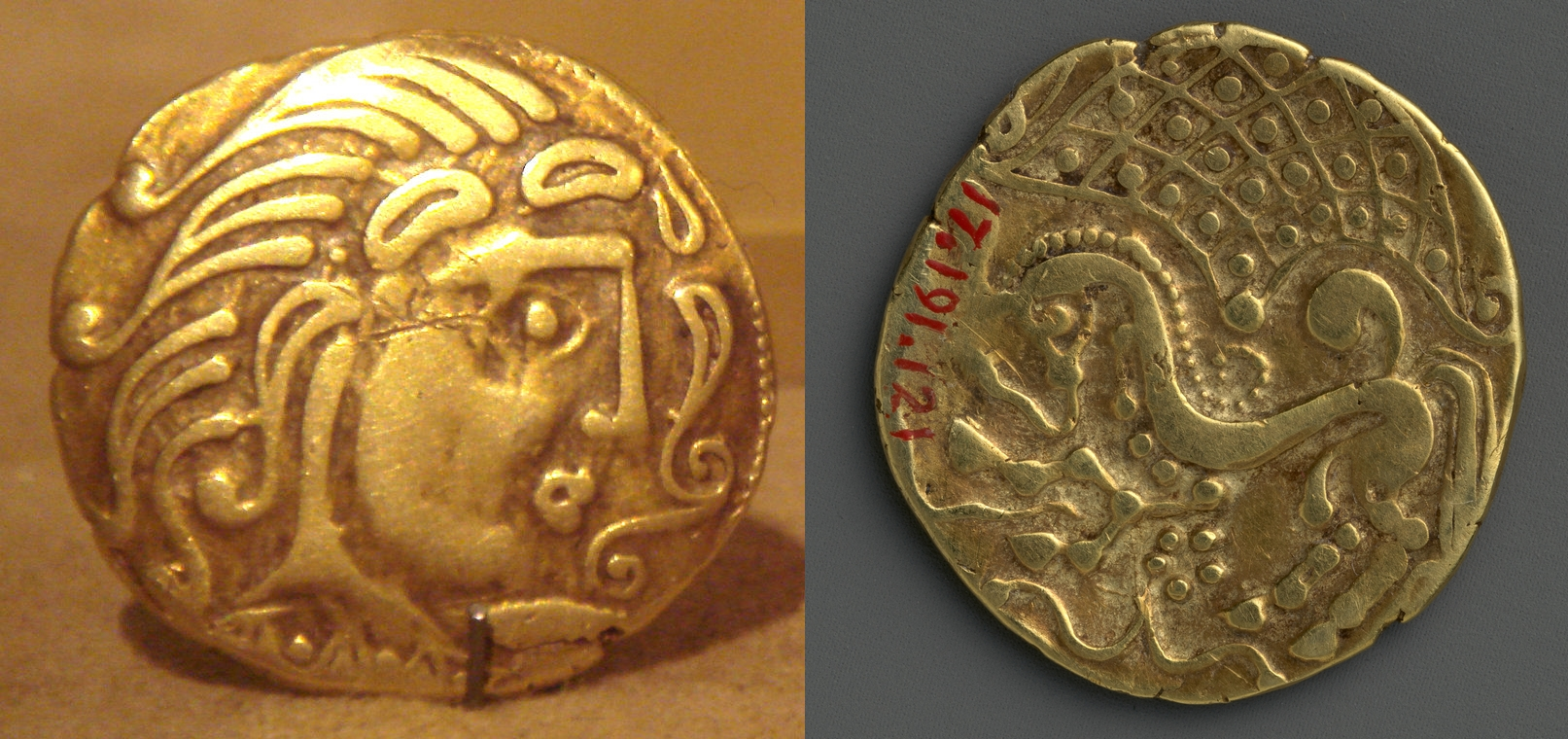
قطع نقدية للقبائل الباريسية
المصدر: (متحف ميتروبوليتان للفن).

## الاسم
الاسمان اليونانيّان واللاتينيّان «غالاتيا» Galatia (الذي أثبته لأول مرةٍ «تيمايوس من تاورومِنيوم» Timaeus of Tauromenium في القرن الرابع قبل الميلاد)، و«غاليا» Gallia مستمدان -في النهاية- من مصطلحٍ عرقيٍّ -Gal(a)-to «سلتيك» أو «عشيرة». أفاد قيصر أن الغاليين من «غاليا سيلتيكا» كانوا يُشيرون إلى أنفسهم على أنهم سيلتا (قلط). ربط علم أصول المفردات الشعبية الهلنستية اسم «غالاطية» ((ب[Γαλάται] خطأ: {{اللغة-؟؟}}: النص يحتوي على علامة مائلة (مساعدة))، (باللاتينية: Galátai)) ببشرة الغاليين التي يُفترض أنها «بيضاء حليبية» (γάλα، غالا «حليب»). ويقول الباحثون المعاصرون إنها مرتبطة بـ«جالو» الويلزية، وفي لغة «الكورنيش»: galloes جالوس، و«capacity السعة، power القوة»، وبالتالي فهي تعني «الأشخاص الأقوياء».
على الرغم من التشابه الظاهري فإن المصطلح الإنجليزي «الغال» Gaul لا علاقة له بالكلمة اللاتينية Gallia، فهي مشتقة من بلاد الغال الفرنسية، وهي ذاتها مشتقة من الفرنجية القديمة Walholant (من خلال شكلٍ لاتينيٍّ Walula)، وتعني حرفياً «أرض الأجانب/الرومان». إن Walho هي انعكاس للسابقة الجرمانية Proto-Germanic: walhaz أي "أجنبي أو شخص مُتَرَوْمِن (بالإنجليزية: Romanized)"، وهو اسم أجنبي يطبقه المتحدثون الجرمان على «القِلْطِ»، والناطقين بشكلٍ عشوائيٍّ باللاتينية. إنه مشابه لأسماء «ويلز، كورنوال، والونيا، والاشيا». الحرف -w الجرماني يجري تقديمه [نمذجته] بانتظامٍ كحرف -gu أو -g في الفرنسية (انظر مثلاً: «حرب» guerre = war، «حارس» garder = ward، «غيّوم أو ويليام» Guillaume = William)، والإدغام التاريخي (بالإنجليزية: diphthong) في الحرف au هو النتيجة المعتادة لحرف al بعد أن يُتْبَعَ بحرفٍ ساكنٍ (انظر مثلاً: cheval ~ chevaux). لا يمكن اشتقاق الكلمة الفرنسية Gaule أو Gaulle من اللاتينية Gallia حيث إن g ستصبح j قبل الحرف a (انظر مثلاً: gamba > jambe)، وسيكون الإدغام au غير مفسَّرٍ، والنتيجة المعتادة لـ«غاليا» اللاتينية هي Jaille بالفرنسية، والتي توجد في العديد من الأسماء؛ مثل: La Jaille-Yvon وSaint-Mars-la-Jaille، وهي أسماء أماكنَ غربيةٍ.
 تشتق السابقة الجرمانية Proto-Germanic: walha في النهاية من الاسم Volcae الفرنسي.
وكذلك أيضاً فإن اسم «غيل» Gael ليس مرتبطاً على الرغم من التشابه الظاهري.
 الكلمة الأيرلندية «غال» "gall" تعني في الأصل «الغالي» "a Gaul" أي أحد سكان بلاد الغال، ولكن وُسّع معناها -لاحقاً- إلى «أجنبي» لوصف «الفايكنج»، ثم «النورمانديين» فيما بعد. وأحياناً يجري استخدام الكلمتين الثنائيتين «غيل» و«غال» (بالإنجليزية: gael and gall) معاً على النقيض، على سبيل المثال في كتابٍ من القرن الثاني عشر Cogad Gáedel re Gallaib.
في اللغة الإنجليزية صفتان مختلفان: Gaulish وGallic ويجري استخدامهما بشكلٍ مترادفٍ على أنهما «تتعلقان بـ«الغال» أو الغاليين»، علماً أن اللغة القلطية، أو اللغات التي يُتكلم بها في بلاد الغال تُعرف في الغالب باسم "Gaulish".

## التاريخ

### بلاد الغال ما قبل الرومان

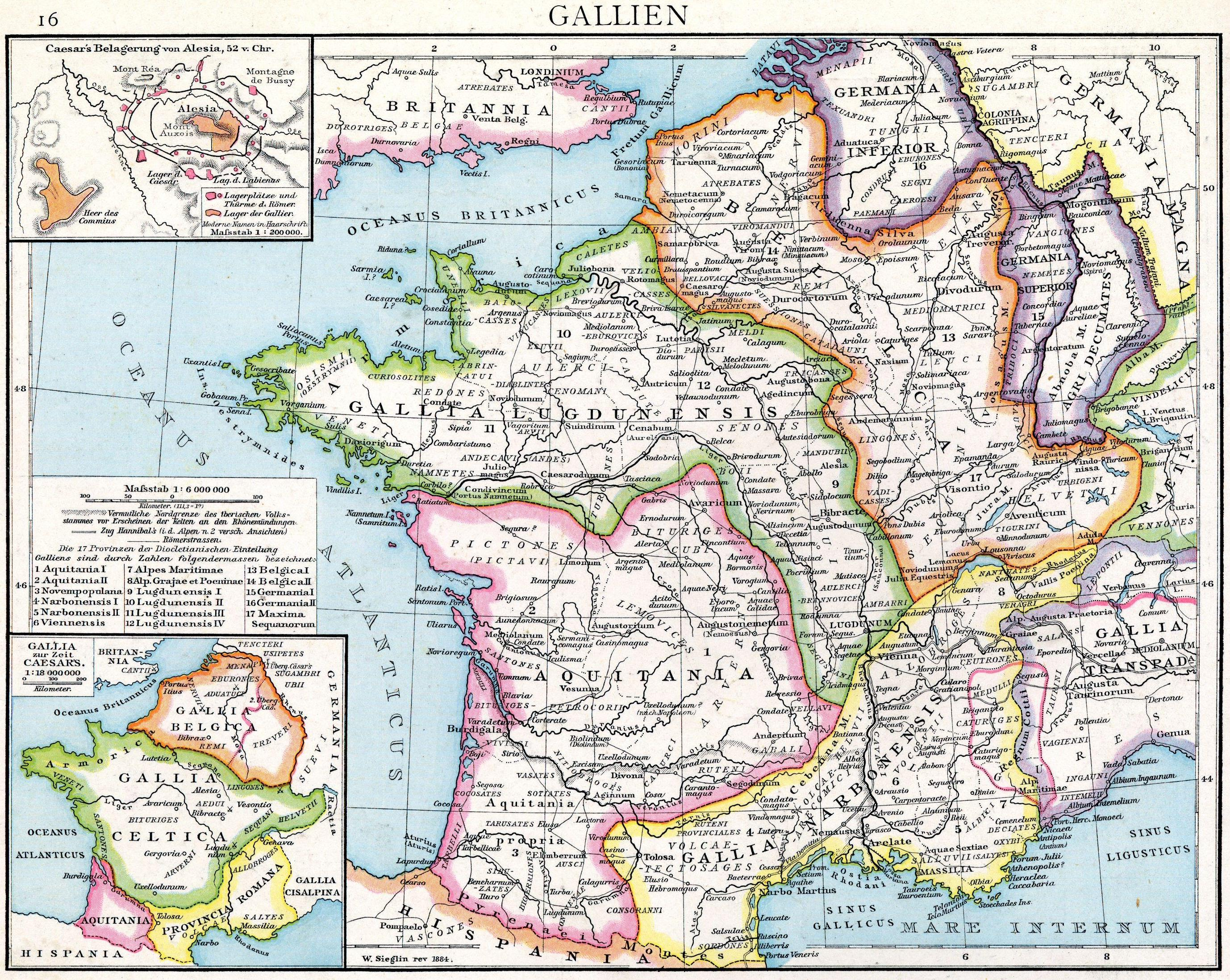
خريطة بلاد الغال الرومانية
(المصدر: Droysens Allgemeiner Historyischer Handatlas, 1886).

ثمة القليل من المعلومات المُدوّنة التي تتعلق بالشعوب التي استوطنت مناطق بلاد الغال باستثناء ما يمكن استنباطه من العملات المعدنية. ولذلك فإن التاريخ المبكر للغاليين هو -في الأعم الأغلب- من عمل علم الآثار، والعلاقات بين ثقافتهم المادية، والوراثية (الجينية) (الدراسة التي ساعدت -في السنين الأخيرة- من خلال حقل «علم الآثار الوراثي» أو الجيني)، والتقسيمات اللغوية والتي نادراً ما تتطابق.
قبل الانتشار السريع «لثقافة لا تين» La Tène في القرنين الخامس والرابع قبل الميلاد شاركت أراضي فرنسا الشرقية والجنوبية بالفعل أثناء «العصر البرونزي» المتأخر ثقافة أورنفيلد Urnfield (ما بين القرنين الثاني عشر والثامن قبل الميلاد)، والتي نتجت منها المصنوعات الحديدية «لثقافة هالستات» المبكرة (من القرن السابع إلى القرن السادس قبل الميلاد)، وبحلول العام 500 ق.م الميلاد كان ثمة تأثير قوي لثقافة «هالستات» في معظم أنحاء فرنسا (باستثناء جبال الألب وأقصى الشمال الغربي).

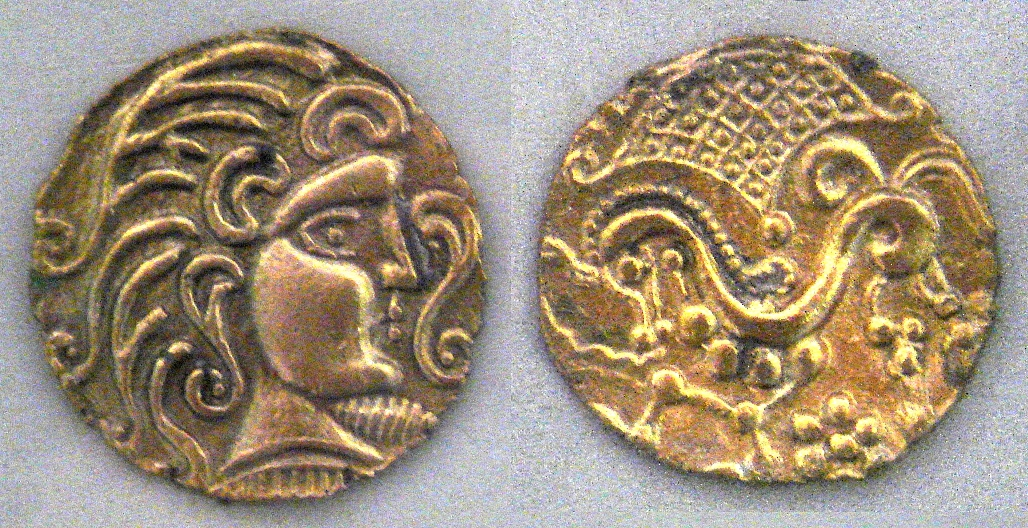
عملات تعود لقبيلة باريزي الغالية. القرن الأول قبل الميلاد.

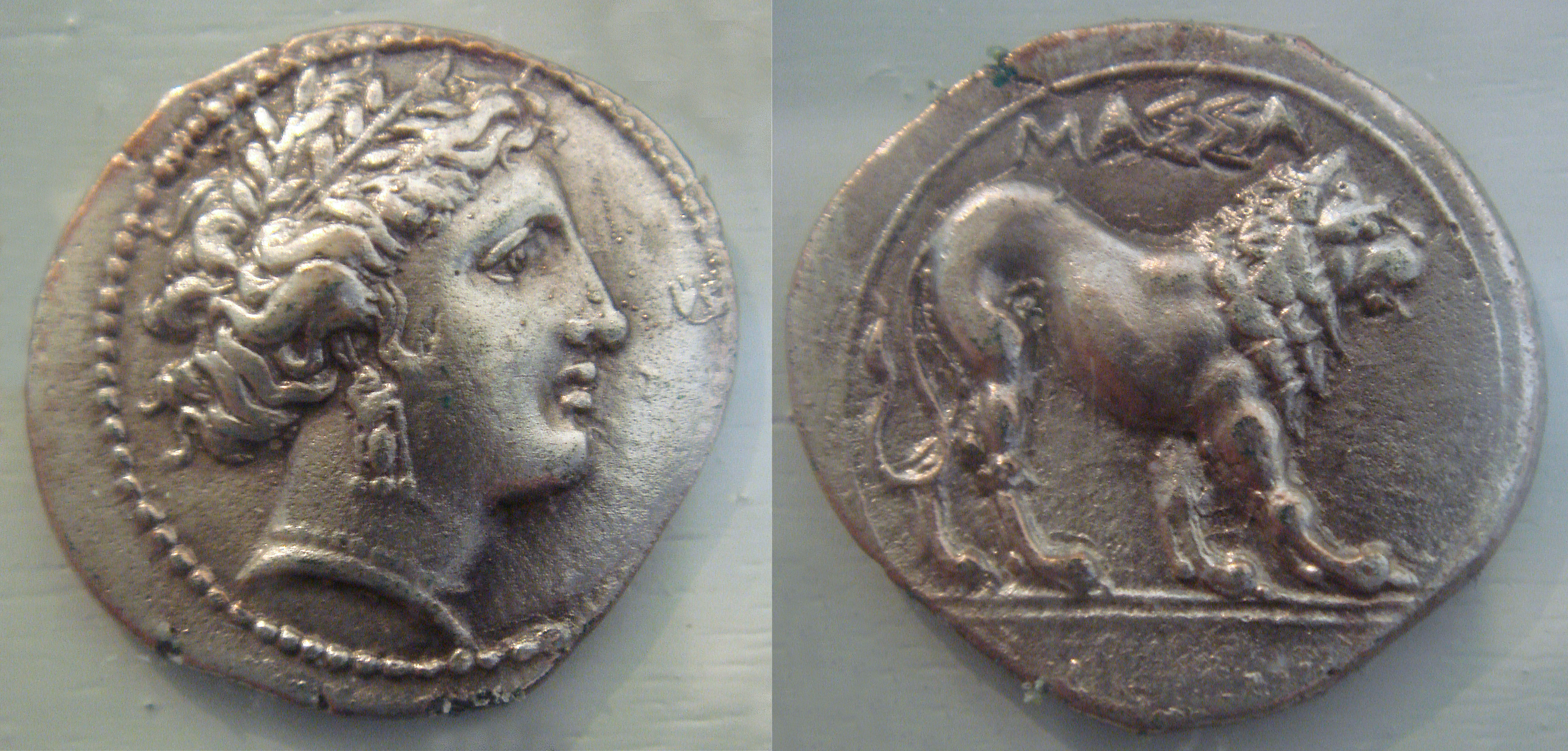
عملة ماسالياوية (مرسيليّة) كبيرة ما بين القرنين الخامس والأول قبل الميلاد مع نقشٍ إغريقي.

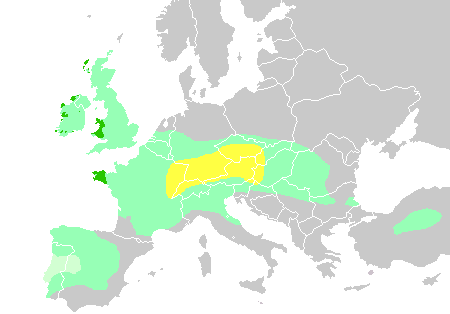
مناطق انتشار الشعوب القلطية على مرِّ التاريخ:
نطاق الثقافة الهَلَشْطِية بحلول القرن السادس قبل الميلاد.
الامتداد الأقصى للقِلْطِ بحلول العام 275 ق.م.
المناطق حيث ينحصر استعمال اللغات القلطية اليوم.

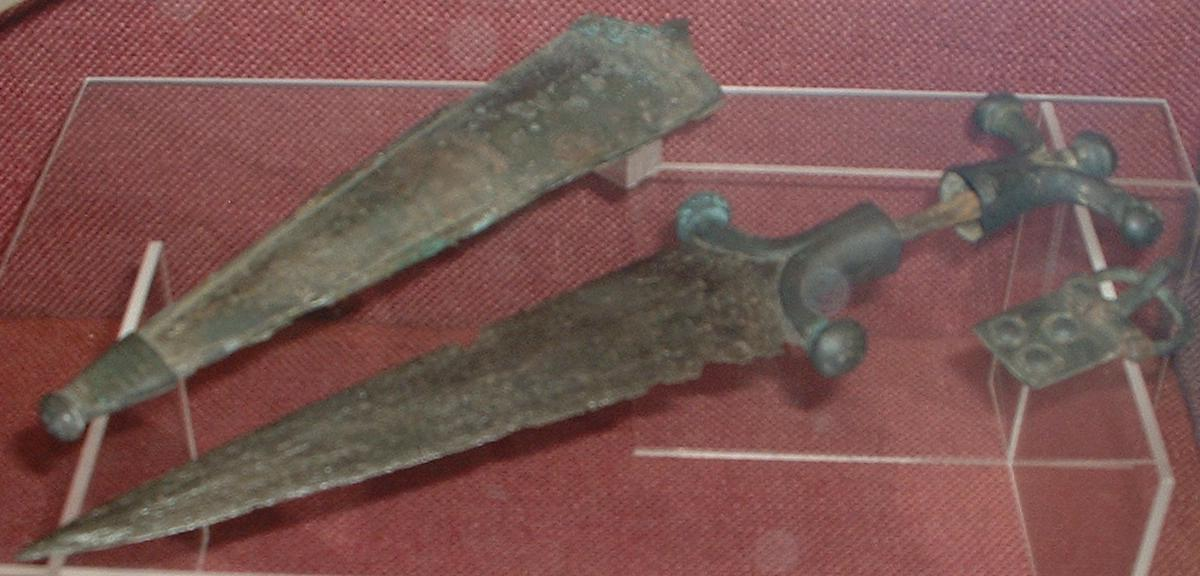
خنجر قلطي مع غمدٍ ومشبكٍ عثر عليهم في بريطانيا.

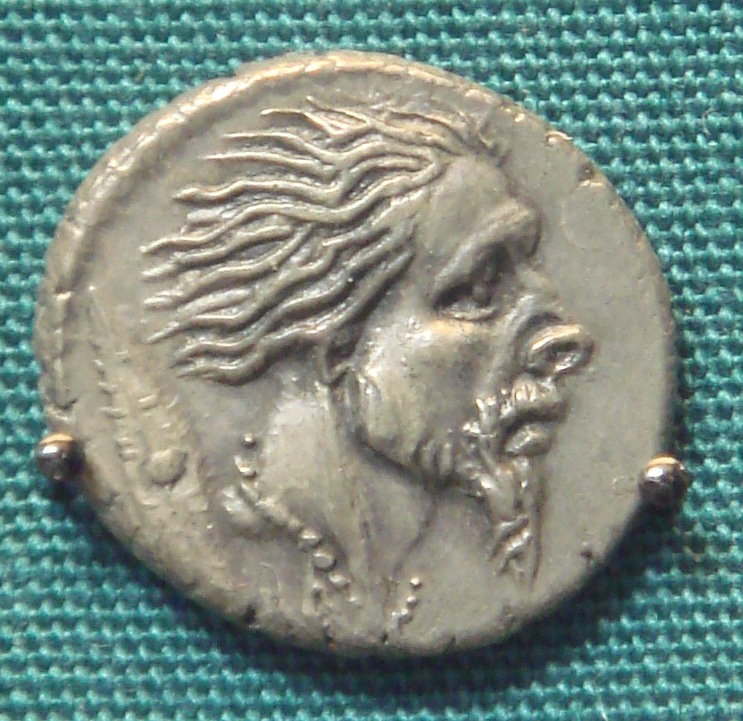
دينار فضي روماني مصكوك عليه رأس أسيرٍ غاليٍّ من العام 48 ق.م.

من المفترض على خلفية «هالستات» -خلال القرنين السابع والسادس قبل الميلاد- أنها تمثل شكلاً مبكراً من الثقافة القلطية القارية. ظهرت «ثقافة لاتين» La Tène -على الأرجح- تحت تأثير البحر الأبيض المتوسط من الحضارات اليونانية، والفينيقية، والإتروسكانية، وانبثقت في عددٍ من أوائل المراكز [الحضرية] على طول أنهار السين، والراين الأوسط، وإلبه الأعلى. وبحلول أواخر القرن الخامس قبل الميلاد انتشر تأثير «ثقافة لا تين» بسرعةٍ عبر أنحاء بلاد الغال بأكملها. تطورت «ثقافة لا تين» La Tène وازدهرت خلال العصر الحديدي المتأخر (من 450 ق.م إلى الاحتلال الروماني في القرن الأول قبل الميلاد) في فرنسا، وسويسرا، وإيطاليا، والنمسا، وجنوب غرب ألمانيا، وبوهيميا، ومورافيا، وسلوفاكيا، والمجر. وتوسعت ثقافة العصر الحديدي ما قبل الروماني المعاصرة أبعد إلى الشمال نحو شمال ألمانيا والدول الاسكندناوية.
والمصْدر الرئيسي للمادة التاريخية عن [شعب] قلط الغال هو «بوسيدونيوس» الأفامي، والذي قبس من كتاباته «تيماجينيس»، و«يوليوس قيصر»، واليوناني الصقلي «ديودوروس سيكولوس»، والجغرافي اليوناني سترابو.
أثناء القرن الرابع وأوائل القرن الثالث قبل الميلاد توسعت اتحادات القبائل الغالية إلى ما هو أبعد من الأراضي التي سوف تغدو "بلاد الغال الرومانية" (والتي تحدد استخدام مصطلح "الغال" اليوم) إلى "بانونيا"، و"إليريا"، وشمال إيطاليا" و"ترانسيلفانيا"، وحتى آسيا الصغرى. وبحلول القرن الثاني قبل الميلاد وصف الرومان "غاليا ترانسالبينا" [بلاد الغال ما بعد جبال الألب] بكونها مميزة عن "غاليا سيسالبينا" [بلاد الغال ما قبل جبال الألب]. في "حروبه الغالية" يميز «يوليوس قيصر» بين ثلاث مجموعاتٍ عرقيةٍ في بلاد الغال: "البلجاي" في الشمال (تقريباً بين نهر السين، ونهر الراين)، و"القلط" في الوسط، وفي كلٍّ من "أرموريكا"، و"أقطانية" في الجنوب الغربي، والثالثة في الجنوب الشرقي والموجودة بالفعل وقد استعمرها الرومان [في شمال شبه الجزيرة الإيطالية]. وفي حين يعتقد بعض العلماء أن "البلجاي" جنوب نهر "السوم" كانوا مزيجاً من العناصر القلطيّة والجرمانية فإنه لم يتمَّ حلُّ انتماءاتهم العرقية بشكلٍ نهائيٍّ، وأحد الأسباب في ذلك هو التدخل السياسي في التفسير التاريخي الفرنسي خلال القرن التاسع عشر.
وبالإضافة إلى الغاليين كانت هناك شعوبٌ أخرُ تعيش في بلاد الغال مثل الإغريق، والفينيقيين الذين أقاموا بؤراً استيطانيةً على طول ساحل البحر الأبيض المتوسط مثل «ماسيليا» (مرسيليا حالياً). كما اندمج القلط مع الليغوريين كذلك على طول الساحل الجنوبي الشرقي الفرنسي للبحر الأبيض المتوسط لتشكيل ثقافةٍ «قلطو-ليغورية».

### الاتصال الأولي مع روما
في القرن الثاني قبل الميلاد كان لغاليي البحر الأبيض المتوسط نسيجٌ حضريٌّ واسعٌ وكان مزدهراً. يعرف علماء الآثار مدناً في شمال بلاد الغال بما في ذلك العاصمة البيتوريجية «أفاريكوم» (بورج)، و«سينابوم» (أورليان)، و«أوتريكوم» (شارتر)، والموقع المنقّب عنه في «بيبراكت» بالقرب من «أوتون» في «ساون ولوار» (بالفرنسية: Saône-et-Loire) جنباً إلى جنبٍ مع عددٍ من حصون التلال (أو oppida) المستخدمة في أوقات الحرب. شجع ازدهار بلاد الغال في البحر الأبيض المتوسط روما على الاستجابة لنداءات المساعدة من قبل سكان ماسيليا الذين وجدوا أنفسهم تحت وطأة هجوم تحالفٍ من الليغور والغاليين. تدخل الرومان في بلاد الغال في العام 154 ق.م، ومرةً أخرى في العام 125 ق.م. وبينما في المرة الأولى جاؤوا وغادروا، فإنهم في المرة الثانية بقوا. في العام 122 ق.م تمكن «دوميتيوس أهينوباربوس» من هزيمة «آلوبروج» (حلفاء السالوفي Salluvii)، بينما في العام التالي «دمر» كوينتوس فابيوس ماكسيموس جيش «الآرفِرني» Arverni بقيادة ملكهم «بيتويتوس» الذي قدم لنجدة «آلوبروج». سمحت روما لماسيليا بالاحتفاظ بأراضيها، لكنها أضافت أراضي القبائل المحتلة إليها واحتلتها. كنتيجةٍ مباشرةٍ لهذا الغزو باتت روما تسيطر الآن على منطقةٍ تمتد من جبال البرانس إلى نهر الرون الأسفل، وفي الشرق صُعُداً عبر وادي الرون حتى بحيرة جنيف. بحلول العام 121 ق.م غزا الرومان المنطقة المتوسطية المسماة «بروفينسيا» Provincia (والتي دعيت فيما بعد «غاليا ناربونِنسيس»). أدى هذا الغزو إلى زعزعة صعود شعوب «الآرفِرني» الغاليّة.

### الاحتلال من قبل روما

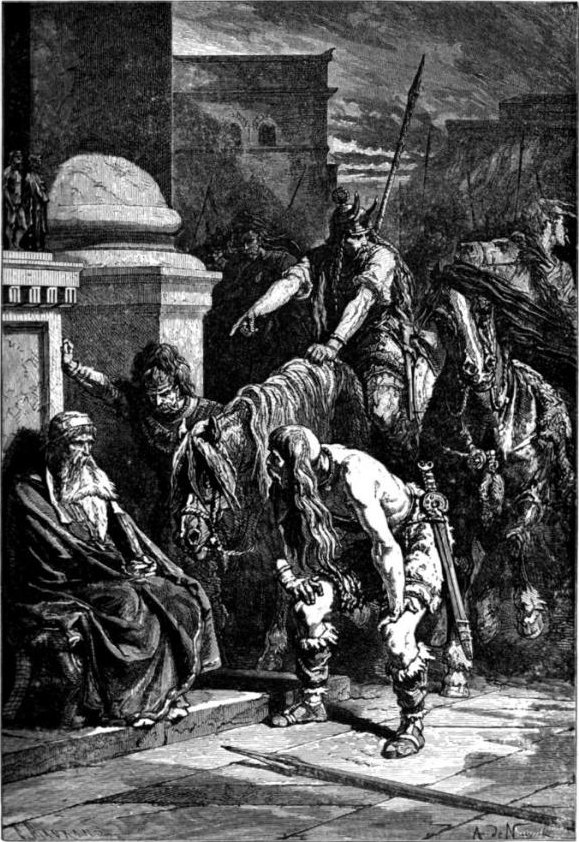
الغاليون في روما. لوحة فرانسوا جيزو (1787-1874).
من كتاب "تاريخ فرنسا من الأزمنة الأولى إلى العام 1789"، "س. لو" و"مارستون" و"سيرل" و"ريفينجتون"، لندن، 1883، ص. 27.

"حصار أليسيا" Alesia بريشة "ليونيل روير".

دفع الحاكم الروماني الجنرال يوليوس قيصر بجيشه إلى بلاد الغال في العام 58 ق.م ظاهرياً لمساعدة حلفاء روما الغاليين ضد الهلفتيين المهاجرين، وبمساعدة العديد من العشائر الغالية (مثل «إيدوي» Aedui) تمكن من غزو بلاد الغال بأسرها تقريباً. كان جيش الغاليين بنفس قوة جيش الرومان، إلا أن الانقسام الداخلي بين القبائل الغالية ضمنت نصراً يسيراً لقيصر، وجاءت محاولة «فرسن جتوريكس» لتوحيد بلاد الغال ضد الغزو الروماني بعد فوات الأوان. اختبر فرسن جتوريكس يوليوس قيصر في حصار «جيرجوفيا»، وهي بلدة محصنة في وسط بلاد الغال. انهارت تحالفات قيصر مع العديد من العشائر الغالية حتى «إيدوي» -أكثر أنصاره إخلاصاً- لقد ألقوا بنصيبهم مع «الآرفرني»، لكن ريمي المخلص دائماً (والمعروف بفرسانه)، و«لينغونِس» Lingones أرسلا قواتٍ لدعم قيصر، كما أرسل الجرماني من «الأوبي» Ubii سلاح الخيالة الذي تجهز به قيصر مع خيول ريمي. ألقى قيصر القبض على فرسن جتوريكس في «معركة أليسيا» (سبتمبر/أيلول 52 ق.م) التي أنهت معظم المقاومة الغالية لروما.
مات ما يصل إلى مليون شخصٍ (ربما واحد من كل خمسة غاليين)، واستُعبِد مليونٌ آخر، وأخضعت ثلاثمئة عشيرةٍ، ودُمرت ثمانمئة مدينةٍ خلال الحروب الغالية. وذُبح سكان مدينة «أفاريكوم» (بورج) عن بكرة أبيهم (أربعون ألفاً بالإجمال). قبل حملة يوليوس قيصر ضد «هلفتي» Helvetii (سويسرا في وقتنا الحالي) كان عدد الهلفتيين مئتين وثلاثةٍ وستين ألفاً (263,000)، ولكن بعد ذلك لم يتبق منهم سوى مئة ألفٍ (100,000) معظمهم اتخذهم قيصر رقيقاً.

### الغاليون الرومان

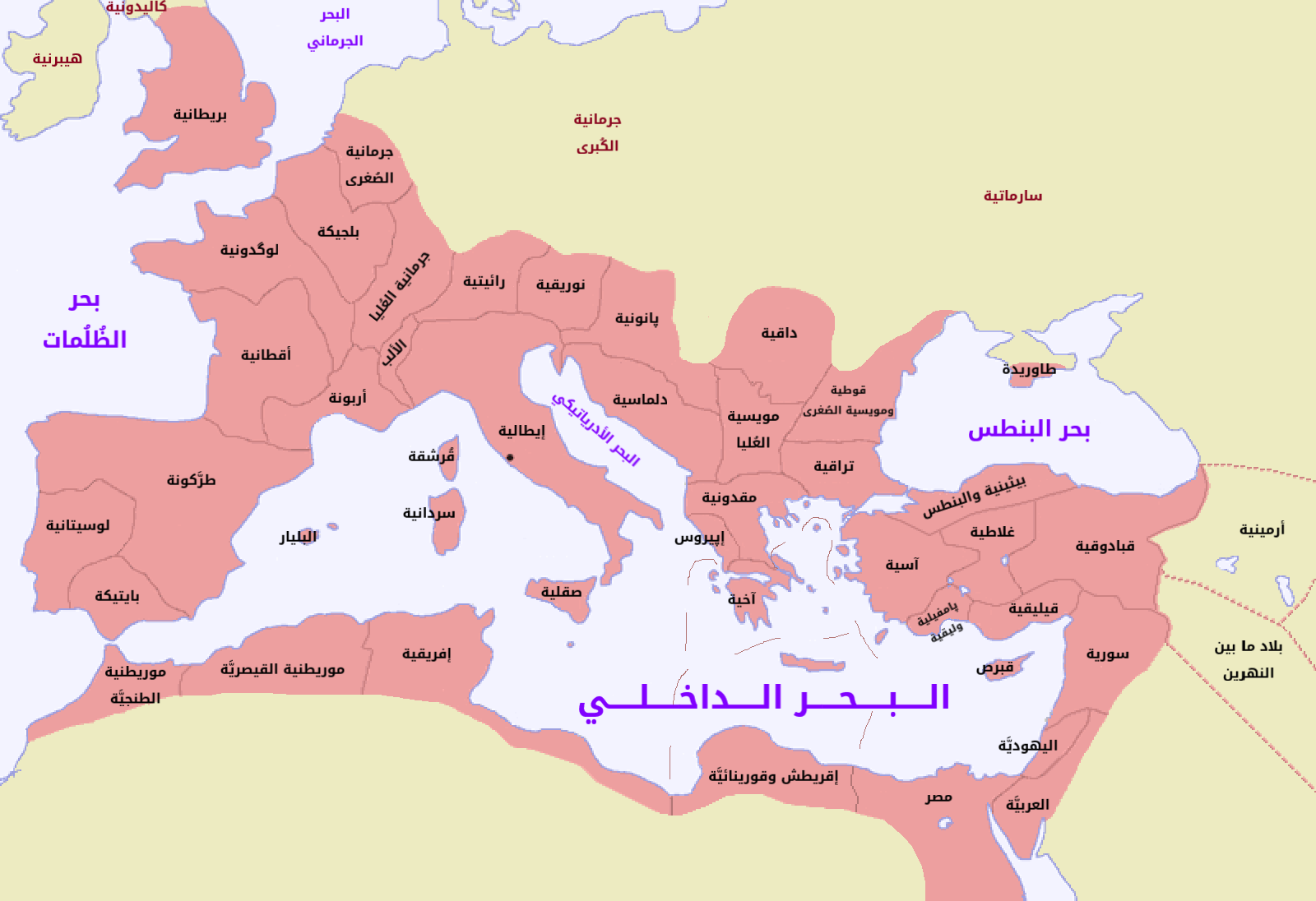
الإمبراطورية الرومانية في أقصى اتساعها (116م)، مع التقسيمات الإدارية.

بعدما جرى استيعاب «بلاد الغال» كـ«غاليا» Gallia وهي مجموعة من المقاطعات الرومانية تبنى سكانها تدريجياً جوانبَ من الثقافة الرومانية واستوعبوها مما أدى إلى ثقافة الـ«غالو رومانية» المميزة. منحتِ الجنسية للجميع في العام 212م من قبل Constitutio Antoniniana. ما بين القرن الثالث والقرن الخامس تعرضت بلاد الغال لغاراتٍ من قبل الفرنجة. انفصلت إمبراطورية الغال التي تتكون من مقاطعات بلاد الغال وبريتانيا وإسبانيا -بما في ذلك بايتيكا الهادئة في الجنوب- عن روما ما بين 260 و273م. بالإضافة إلى العدد الكبير من السكان الأصليين أصبحت «غاليا» كذلك موطناً لبعض المواطنين الرومان من أماكنَ أخرى، وكذلك بفعل «الهجرة الجرمانية» و«القبائل السكيثية» مثل آلان.
أضحت الممارسات الدينية للسكان خليطاً من الممارسات الرومانية والقلطية مع تعرض آلهة القلطيك مثل «كوبانوس» و«إيبونا» للتفسير الروماني.
 اكتسبت العبادة الإمبراطورية والديانات الغامضة الشرقية أيضاً أتباعاً. في نهاية المطاف -بعدما أصبحت الديانة الرسمية للإمبراطورية وقُمعتِ الوثنية- انتصرتِ المسيحية في أيام الشفق للإمبراطورية الرومانية الغربية (فيما استمرتِ الإمبراطورية الرومانية الشرقية المسيحية لألف عامٍ أخرى حتى غزو العثمانيين للقسطنطينية عام 1453م)، كما ترسخ وجود يهودي صغير ولكنه ملحوظ.
يُعتقد أن اللغة الغالية قد نجت حتى القرن السادس في فرنسا على الرغم من الكتابة بالحروف اللاتينية الكبيرة للثقافة المادية المحلية. وآخر سجلٍّ للغةٍ غاليةٍ منطوقةٍ يعتبر موثوقاً به يتعلق بتدمير المسيحيين لضريحٍ وثنيٍ في أوفيرني «يُدعى فاسو جالاتا باللسان الغالي». إن التعايش مع اللاتينية ساعد الغالية في تشكيل اللهجات اللاتينية المبتذلة التي تطورت إلى الفرنسية.
اتخذتِ اللاتينية المبتذلة في منطقة غاليا طابعاً محلياً واضحاً، وبعضها موثق في الكتابة على الجدران، والتي تطورت إلى لهجات غالو الرومانسية التي تشمل الفرنسية وأقرب أقربائها. يمكن رؤية تأثير لغات الركيزة في الكتابة على الجدران التي تظهر تغيراتٍ في الصوت تتطابق مع التغييرات التي حدثت سابقاً في اللغات الأصلية وخاصةً لغة الغاليش. تطورت اللغة اللاتينية المبتذلة في شمال بلاد الغال إلى لغتي دي أويل وفرانكو بروفنسال بينما تطورت اللهجات في الجنوب إلى اللغتين الأوكسيتانية والقطالونية الحديثة. وتشمل اللغات الأخرى التي تعتبر من الـ«غالو رومانس» لغات غالو مائلة ولغات رايتو الرومانسية.

### الغال الفرنجية

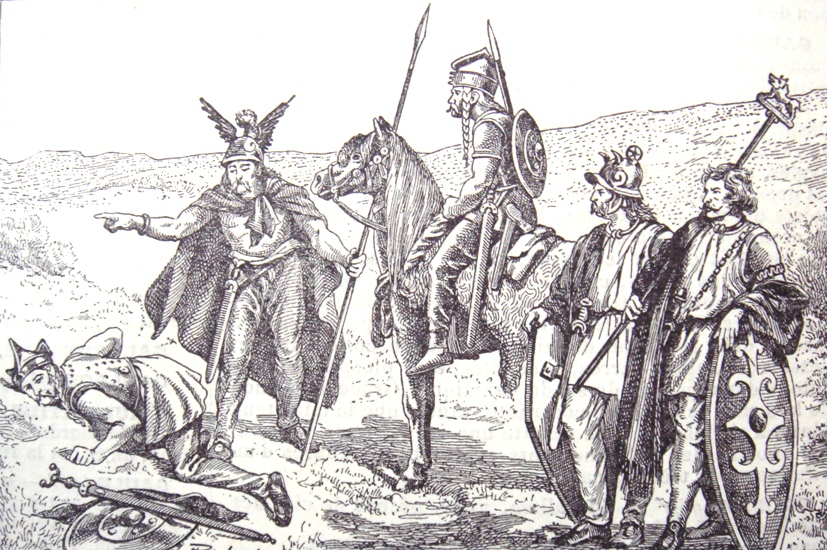
جنود من بلاد الغال كما تخيلهم رسام من أواخر القرن التاسع عشر في لوحة لـ«قاموس لاروس الكبير» من العام 1898.

بعد انتصارات الفرنجة في «سواسون» في العام 486م، و«فوييه» في العام 507م، و«أتون» في العام 532م أضحت بلاد الغال -باستثناء بريتاني وسبتيمانيا- تحت حكم الميروفنجيين أول ملوك فرنسا. استمرت ثقافة غالو-الرومانية، أوِ الثقافة الرومانية للغال تحت حكم الإمبراطورية الرومانية، ولا سيما في مناطق «غاليا ناربونِنسيس» [[[بروفنس|بروفانس]] وجنوب شرق فرنسا] التي تطورت إلى قسطانيا، و«غاليا سيسالبينا» [شمال إيطاليا]، وبدرجةٍ أقل «أكويتانيا» [جنوب غرب فرنسا]. وسيتطور شمال بلاد الغال -الذي كان رومانياً سابقاً- بمجرد احتلاله من قبل الفرنجة إلى الثقافة المِروفينجية Merovingian بدلاً من ذلك. استغرقت الحياة الرومانية -التي تركزت على الأحداث العامة والمسؤوليات الثقافية للحياة الحضرية في الشأن العام res publica والحياة الفاخرة في بعض الأحيان لنظام الفلل الريفية المكتفية ذاتياً- وقتاً أطول للانهيار في المناطق الغالو-الرومانية حيث ورث «القوط الغربيون» إلى حدٍّ كبيرٍ الحالة الحاضرة status quo في أوائل القرن الخامس الميلادي. استمرت لغة غالو-الرومانية في الشمال الشرقي في «سيلفا كاربوناري» Silva Carbonaria [شرق بلجيكا حالياً] التي شكلت حاجزاً ثقافياً فعالاً مع الفرنجة إلى الشمال والشرق، وفي الغرب إلى وادي اللوار الأسفل حيث تفاعلت ثقافة غالو-الرومانية مع ثقافة الفرنجة في مدينةٍ مثل «تور»، وفي شخصٍ مثل «غريغوري أوف تورز» أسقفٌ غالو-رومانيٌّ في مواجهة العائلة المالكة الميروفينجية.

## الغاليون

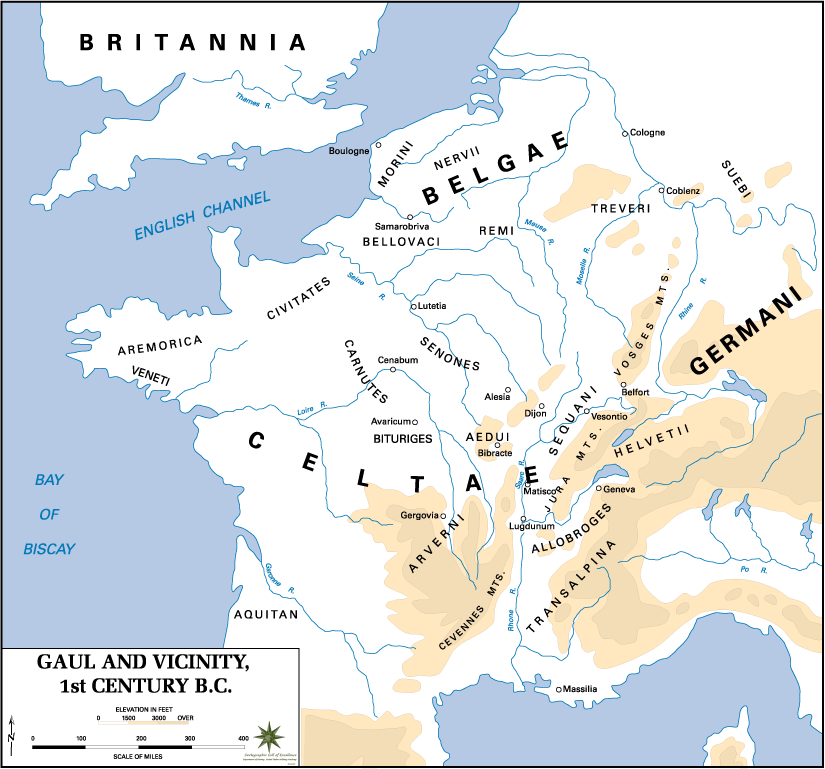
خريطة بلاد الغال في القرن الأول قبل الميلاد تبين المواقع النسبية للإثنيات القلطية Celts: القلط Celtae، والبِلجاي Belgae، والأكيتاني Aquitani.

### الهيكل الاجتماعي والأمة الأصلية والعشائر
لم يكن «الدرويد» القوة السياسية الوحيدة في بلاد الغال، ومع ذلك كان النظام السياسي المبكر معقداً، وإن كان قاتلاً في نهاية المطاف للمجتمع ككل. كانت الوحدة الأساسية للسياسة الغالية هي العشيرة، والتي تتكون بدورها من واحدةٍ أو أكثر مما أسماه قيصر «باجي» pagi، [الأفخاذ]. كان لكل عشيرةٍ مجلس من الحكماء، ومبدئياً ملك. لاحقاً كان الجهاز التنفيذي عبارةً عن قاضٍ يُنتخب سنوياً. بين «الأدوي» Aedui -وهي عشيرة من بلاد الغال- حمل راس السلطة التنفيذية لقب Vergobret، وهو منصب يشبه إلى حدٍّ كبيرٍ الملك، لكن سلطاته كانت خاضعةً للمراقبة من خلال القواعد التي أرساها المجلس.
نُظمت المجموعات العرقية الإقليمية، أو «الباجي» pagi كما أطلق عليها الرومان (مفردها pagus، والكلمة الفرنسية pays [بمعنى] «المنطقة» [لكن الترجمة الأكثر دقة هي «البلد» country] أتت من هذا المصطلح) نُظمت في مجموعاتٍ أكبر متعددة العشائر، وهي التي أطلق عليها الرومان اسم «الحواضر» (أو «المدنيّات») civitates. سيتم الاستيلاء على هذه التجمعات الإدارية من قبل الرومان في نطاق نظام سيطرتهم المحلية، وستكون هذه الحواضر أيضاً أساس تقسيم فرنسا في نهاية المطاف إلى أساقفةٍ وأبرشياتٍ كنسيةٍ، والتي ستبقى مكانها -مع تغييراتٍ طفيفةٍ- حتى الثورة الفرنسية.
وعلى الرغم من أن العشائرَ الفردية كانت كياناتٍ سياسيةً مستقرةً إلى حدٍّ ما، إلا أن بلاد الغال ككلٍّ كانت تميل إلى الانقسام السياسي حيث لا توجد وحدة تقريباً بين العشائر المختلفة، وفقط خلال الأوقات العصيبة بشكلٍ خاصٍّ مثل غزو قيصر يمكن أن يتحد الغاليون تحت إمرة زعيمٍ واحدٍ مثل فرسن جِتوريكس. وحتى ذلك الحين كانت خطوط الفصائل واضحةً.
قسّم الرومان بلاد الغال على نطاقٍ واسعٍ إلى «بروفينسيا» Provincia (المنطقة المحتلة حول البحر الأبيض المتوسط)، وشمال «غاليا كوماتا» Gallia Comata (الغاليون الأحرار أو الغاليون ذوو الشعر الطويل). قسّم قيصر شعب «غاليا كوماتا» إلى ثلاث مجموعاتٍ عريضةٍ: «الأكيتاني» Aquitani [«أكيتين» Aquitaine مقاطعة جنوب غربي فرنسا الحالية]؛ والغالي (الذين كانوا يطلقون على لغتهم الخاصة لفظة «سيلتا» Celtae وهي كلمة رومانية تعني القلطية)؛ والبِلجاي Belgae. يجري تعريف الشعوب الغالية لغوياً بالمعنى الحديث، كمتحدثي لهجات اللغة الغالية. إذ في حين إن «الأكيتاني» كانوا على الأرجح «فاسكونس» Vascons، فإن من المحتمل أن يكون «البلجاي» مزيجاً من العناصر القلطية والجرمانية.
يعلق يوليوس قيصر في كتابه «الحروب الغالية»:
«ينقسم جميع بلاد الغال إلى ثلاثة أقسامٍ؛ يسكن أحدها البِلجاي، والآخر الأكويتاني أو الأكيتاني، وأولئك الذين يطلق عليهم في لغتهم الأم القلط، وفي مقاطعتنا الغاليّة هم الجزء الثالث. يختلف هؤلاء جميعاً عن بعضهم بعضاً في اللغة والعادات والقوانين. يفصل نهر غارون الغاليين عن الأكويتاني، ويفصل نهر المارن ونهر السين عن البلجاي. من بين هؤلاء جميعاً البلجاي هم الأشجع، لأنهم الأبعد عن حضارة مقاطعتنا وتهذيبها، ولا يتردد إليهم التجار كثيراً، ويستوردون الأشياء التي تميل إلى تخنث العقل؛ وهم الأقرب إلى الجرمان الذين يقطنون وراء نهر الراين، والذين يخوضون الحرب معهم باستمرار، ولهذا السبب يتفوق الهلفتيون أيضاً على بقية الغاليين في الشجاعة إذ إنهم يتنافسون مع الجرمان في معاركَ شبه يوميةٍ، إما عندما يطردونهم من أراضيهم، أو حينما يشنون بأنفسهم حرباً على حدودهم. جزء من هذه المناطق -التي قيل إن الغاليين يحتلونها- يبدأ عند نهر الرون يحدها نهر غارون Garonne والمحيط وأراضي البلجاي؛ ويحدّون أيضاً من جانب نهر "سيكاني" و"هيلفيتي" على نهر الراين، وتمتد باتجاه الشمال. يرتفع البلجاي من أقصى حدود بلاد الغال ويمتدون حتى الجزء الأسفل من نهر الراين؛ ويتطلعون نحو الشمال والشمس المشرقة. يمتد الأكيتاني من نهر غارون إلى جبال البيرينيه Pyrenaean وإلى ذلك الجزء من المحيط بالقرب من إسبانيا× فهو ينظر بين غروب الشمس ونجم الشمال.»

### الدين
مارس الغاليون شكلاً من أشكال الروحانية حيث كانوا ينسبون الخصائص البشرية إلى البحيرات والجداول والجبال وغيرها من السمات الطبيعية ويمنحونها وضعاً شبه إلهي. كذلك لم تك عبادة الحيوانات غير شائعةٍ، وكان الحيوان الأكثر قداسةً عند الغاليين هو الخنزير والذي يمكن العثور عليه -وفق العديد من المعايير العسكرية الغالية- مثل النسر الروماني.
وكان نظام الغاليين من الآلهة والإلهات فضفاضاً فكان ثمة بعض الآلهة [الرئيسية] التي كان يعبدها كل شخصٍ منهم بالإضافة إلى آلهة العشائر والمنازل. كان العديد من الآلهة الرئيسية مرتبطاً بالآلهة اليونانية. والإله الأساسي الذي كان يعبد وقتما وصل يوليوس قيصر هو «تيوتاتِس»، وهو ما يعادل عطارد عند الغاليين. حدد يوليوس قيصر «إله الجد» للغاليين في كتابه Commentarii de Bello Gallico بالإله الروماني «ديس باتر».
ولربما كان الجانب الأكثر إثارةً للاهتمام في ديانة الغاليين هو ممارسة الكهنة «الدرويديين» Druids. ترأس «الدرويديون» مراسم التضحيات البشرية أو الحيوانية التي كانت تُجرى في بساتينَ مشجرةٍ أو معابدَ فجةٍ. كما يبدو أنهم تحملوا مسؤولية الحفاظ على التقويم الزراعي السنوي والحث على المهرجانات الموسمية التي تتوافق مع النقاط الرئيسية في التقويم القمري الشمسي. كانت الممارسات الدينية للكهنة توفيقيةً syncretic، واستعيرت من التقاليد الوثنية السابقة، وربما مع جذورٍ هندو-أوروبيةٍ. يذكر يوليوس قيصر في كتابه «الحروب الغالية» أن أولئك القلطيين الذين يريدون دراسة الدرويدية عن كثبٍ كانوا يذهبون إلى بريطانيا للقيام بذلك. وبعد ما يزيد قليلاً عن قرنٍ من الزمان ذكر Gnaeus Julius Agricola أن الجيوش الرومانية هاجمت معبداً مقدساً درويدياً كبيراً في «أنجلسي» Anglesey في ويلز. لا يوجد يقين حول ما يتعلق بأصل الدرويديين، ولكن من الواضح أنهم حافظوا بشدةٍ على أسرار نظامهم وتأثيرهم على شعب الغال. وفي الواقع لقد ادّعوا الحق في تقرير مسائل الحرب والسلام، وبالتالي حصلوا على مكانةٍ «دوليةٍ». إضافةً إلى ذلك قام «الدرويديون» بمراقبة دين الغاليين العاديين، وكانوا مسؤولين عن تعليم الطبقة الأرستقراطية. كما مارسوا شكلاً من أشكال الحرمان الكنسي عن جمهور المصلين، والذي كان يعني بالمثل الانفصال عن المجتمع العلماني في بلاد الغال القديمة. وهكذا كان «الدرويديون» جزءاً مهماً من مجتمع بلاد الغال. ويمكن أن يُعزى الاختفاء شبه الكامل والغامض للغة القلطية من معظم الأراضي الإقليمية في بلاد الغال القديمة -باستثناء بريتاني- إلى حقيقة أن الدرويديين القلط رفضوا السماح للأدب الشفوي القلطي أو الحكمة التقليدية أن يُلتَزَمَ بها في خطابٍ مكتوبٍ.

## أعلام
- أوناميوس
- كريكسوس
- كاستوس
- بيلاطس البنطي
- جوليا الصغرى
- فرسن جتريكس

## الهوامش
1. ↑  عرف العرب القِلْط منذ القديم فقد أورد "أنستاس الكرملي" في بعض مقالاته نصاً يقول: «العرب قالت القلطي للقصير جداً من الناس والسنانير … لأن القلط كانوا مشهورين بصغر أجسامهم وعظم شجاعتهم.» انظر: "أنستاس الكرملي" (1348 هـ). «العربية مفتاح اللغات[وصلة مكسورة]». مجلة "لغة العرب". العدد الـ77 بتاريخ أول شباط/فبراير 1930، رمضان 1348. الصفحة 110. "نسخة مؤرشفة". مؤرشف من الأصل في 2021-06-24. اطلع عليه بتاريخ 2021-12-05.{{استشهاد ويب}}:  صيانة الاستشهاد: BOT: original URL status unknown (link).
2. ↑  لغة من عائلة اللغات السلتية أو القلطية (نسبةً إلى شعب القلط الذي استوطن بريطانيا قبل الأنجلوساكسون) انتشرت في مقاطعة كورنوال أقصى جنوب غربي إنجلترا حالياً.
3. ↑  وهي أسماء مناطقَ بريطانيةٍ ذاتِ أصلٍ قلطي.
4. ↑  إن كلمة "Gael" مشتقة من "Goidel" في الأيرلندية القديمة (وهي مستعارة -بدورها- في القرن السابع الميلادي من "Guoidel" في "اللغة الويلزية البدائية" -وتهجئتها "Gwyddel" في "الويلزية الوسطى" و"الويلزية الحديثة"- وهو مشتق على الأرجح من الجذر البريتوني "Wēdelos" الذي يعني حرفياً "رجل الغابة، امرؤ متوحش").
5. ↑  نسبةً إلى قارة أوروبا مقابل الثقافة القلطية التي شاعت في بريطانيا وإيرلندا.
6. ↑  نسبةً إلى مدينة أفاميا (بالإنجليزية: Apamea) في غربي وسط سوريا.
7. ↑  مؤرخ ورحالة روماني عاش في القرن الأول قبل الميلاد.
8. ↑  يذكر في هذا الشأن "غلطة" وهي القسم الأوروبي من اسطنبول الواقع شمال القرن الذهبي.
9. ↑  المقصود كتاب بوليوس قيصر "الحروب الغالية".
10. ↑  وربما هم الذين أعطوا بلجيكا اسمها.
11. ↑  أصر التفسير الفرنسي في القرن التاسع عشر تحت تأثير النظرية القومية والصراع مع القومية الألمانية الناهضة على إنكار وجود تاريخٍ للجرمان في فرنسا.
12. ↑  العبارة اللاتينية res publica تعني بشكلٍ فضفاضٍ "علاقة عامة". إنها أصل كلمة "جمهورية" republic، وقد استخدمت كلمة "كومنولث" تقليدياً كمرادفٍ لها؛ ومع ذلك تختلف الترجمات بتباينٍ كبيرٍ وفق السياق. إن كلمة "Res" اسم لاتيني مفرد يرمز لشيءٍ جوهريٍّ أو ملموسٍ -على عكس "spes" التي تعني شيئاً غير واقعيٍّ أو أثيريّ- و"publica" صفة تحمل معنىً وَسميّاً "عن الجمهور/الناس أو يتعلق به". ومن ثَمَّ فإن الترجمة الحرفية للعبارة هي "الشيء/الشأن العام" أو "شيء/شأن الناس". (انظر: 'Res'، لويس والقاموس اللاتيني القصير، عبر مشروع Perseus.)